# Az egyidejűség relativitása
Az egyidejűség relativitása azt mondja ki, hogy az egyidejűség nem abszolút, hanem függ a megfigyelő helyzetétől. Vagyis – az Albert Einstein által 1905-ben publikált speciális relativitáselmélet szerint – nem állíthatjuk azt a tér különböző pontjain bekövetkező eseményekről, hogy abszolút értelemben egyidejűek. Hogyha az események ugyanazon helyen következnek be (pl. egy autóbaleset), akkor minden megfigyelő – bárhol legyenek is – egyetérthet abban, hogy az egyik autó a másikkal ugyanabban az időpontban ütközött. Azonban ha az események a tér különböző pontjain esnek meg – például egy autó karambolozik Amerikában, egy másik pedig Ausztráliában -, akkor az egyidejűség kérdése már relatív, egyesek számára egyidejűnek tűnhet a két esemény, mások számára – akik más helyzetből szemlélik az eseményeket – nem. Einstein speciális relativitáselmélete megmutatja, hogy nincs helyes válasz, minden megfigyelő egyenrangú, egyikük sem kitüntetett, és mindegyik jogosan állíthatja, hogy igaza van, még hogyha állítása összeférhetetlen is a többi megfigyelőével.
Képzeljünk el egy megfigyelőt, aki két esemény bekövetkezését egyidejűnek érzékeli. Ekkor egy másik, az előzőhöz képest mozgó megfigyelő általában nem ért vele egyet mert számára ugyanaz a két esemény különböző időpontokban következik be. Ezt illusztrálja az ún. létra paradoxon egy gondolatkísérleten keresztül, amelyben egy nagy sebességgel mozgó létra halad keresztül egy garázson.
Az egyidejűség relativitásának fogalmát 1895-ben Hendrik Lorentz vezette be, de modern formája nem volt érthető sokak számára, egészen Einstein speciális relativitáselméletének bemutatkozásáig. Einstein az abszolút egyidejűség hibás voltát a következő feltételezésekből vezette le:
- relativitás elv – mely szerint az inerciarendszerek egyenértékűek, azaz a fizika törvényei ugyanolyanok az ilyen vonatkoztatási rendszerekben
- az üres térben terjedő fény sebességének állandósága, mely független a fényforrás vagy a megfigyelő mozgásállapotától.

## Gondolatkísérlet: vonat és vasúti töltés
Az elképzelés megértését legjobban az Einstein által felvázolt gondolatkísérlet segíti, amely egy mozgó vonatból, egy rajta ülő megfigyelőből és egy a vasúti töltésen helyet foglaló megfigyelőből áll. Itt ennek egy picit módosított változata következik.
A vonat középen egy fényvillanás következik be, amikor a két megfigyelő egymás mellett halad el. A vonaton ülő megfigyelő a vonat elejét és végét állandó távolságra látja a fényforrástól, és ezek a pontok nyugalomban vannak a vonathoz kötött megfigyelőhöz képest (vagyis a vonat eleje, hátulja és a megfigyelő ugyanabban az inerciarendszerben van). E megfigyelő szerint a fényvillanás a vonat elejét és hátulját pontosan ugyanabban ez időpontban éri el, azaz a két esemény egyidejű.
Másrészről viszont a vasúti töltésen álldogáló megfigyelő számára a vonat vége "elébe szalad" a fénykibocsátás helyének, míg az eleje távolodik tőle. Ez azt jelenti, hogy a vonat vége felé haladó fényvillanásnak kisebb távolságot kell megtennie, mint az előre haladó nyalábnak. Mivel a fény terjedésének sebessége állandó minden irányban (tekintet nélkül a fényforrás mozgásállapotára), a felvillanás nem egyidejűleg éri el a vonat két végét.
Az elképzelés megértésében ez a leglényegesebb, ezért tekintsük ezt meg részletesebben. A vonat közepén elhelyezett stroboszkóp egyszer villan, amellyel fényt bocsát ki a szélrózsa minden irányába. Néhány fénynyaláb a vonat hátulja felé halad, mások az eleje felé, de a forrásuk közös. A töltésen elhelyezkedő megfigyelő számára a vonat vége közelebb kerül bizonyos távolsággal az eredeti kibocsátási ponthoz (nem az eszköz aktuális helyéhez, ami mozog), mielőtt a fény eléri. A vonaton ülő számára azonban úgy tűnik, hogy a fény pontosan a forrás és a vonat végének távolságát futja be. Ennek megfelelően a töltésen állva azt látjuk, hogy a fénynek a vonat elejének eléréséhez nagyobb távolságot kell megtennie. A fény sebessége mindkét szemlélő számára ugyanakkora, de a megtett távolság (és a megtételéhez szükséges idő) változik a megfigyelő relatív mozgásától függően.
A vonaton ülő szemlélő számára a fény egyszerre éri el a vonat elejét, illetve végét (egyidejűleg). A töltésen álló megfigyelő azonban azt látja, hogy a vonat végét a fény hamarabb éri el, mint az elejét, tehát a két esemény nem egyidejű.

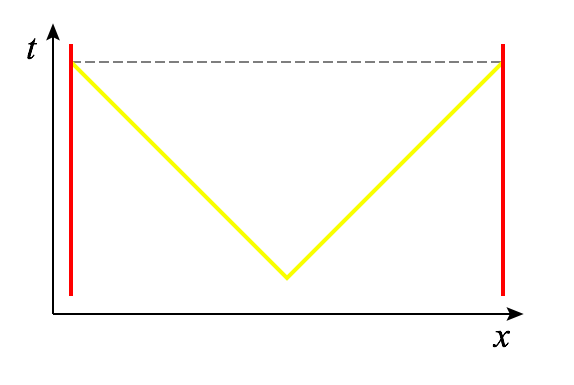
Téridő diagram a vonaton ülő megfigyelő vonatkoztatási rendszerében.

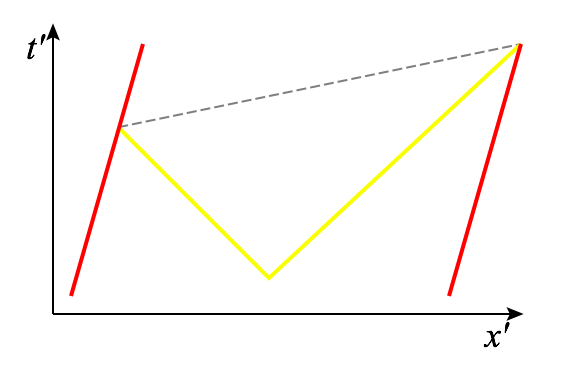
Téridő diagram a vasúti töltésen elhelyezkedő megfigyelő vonatkoztatási rendszerében.

### Téridő diagramok
A fenti helyzetet úgynevezett téridő diagramok segítségével is szemléltethetjük. A függőleges tengelyen az idő, míg a vízszintesen a tér összes pontjainak halmaza van feltüntetve. A fénysebesség állandóságát egy 45°-os vonal reprezentálja (a megfigyelőtől független, tehát minden ábrán ugyanakkora a meredeksége).
Az első ábra a vonaton ülő megfigyelő vonatkoztatási rendszerében készült. A vonat végeit két függőleges piros vonal ábrázolja, hiszen azok a megfigyelőhöz képest állnak, tehát csak időben mozognak, térben nem. A fényvillanást a 45°-os sárga egyenes szemlélteti. Láthatjuk, hogy a fényvillanás és a vonat végeinek találkozásához tartozó metszéspontok egyforma "magasan" vannak, vagyis egyidőben történtek.
A második diagramon két párhuzamos ferde egyenes mutatja, ahogyan a vonat két vége a térben halad. Látható, hogy a fénykibocsátás éppen a vonat közepén történik (egyenlő távolságra a végeitől), és itt is 45°-os egyenesek szemléltetik, mert a fénysebesség állandó. Ezen a képen a sárga (fény) és a piros (vonat végek) egyenesek két metszéspontjához azonban már nem ugyanaz a {\displaystyle t} időpillanat tartozik, tehát az események nem egyidejűek.
A két metszéspontot összekötő szaggatott vonal az egyidejűség "terjedelmét" jelöli, vagyis azokat az eseményeket, melyek a vonaton ülő személy számára ugyanabban az időpillanatban történnek meg. A vasúti töltéshez kötött megfigyelő számára azonban a vonal minden pontjához különböző időpont tartozik.